# おとめ座ベータ星
おとめ座β星 (おとめざベータせい、β Vir / β Virginis) は、おとめ座の方角にある恒星で4等星。

## 概要
太陽よりも高温で大きく重いF型主系列星であり、金属量が高い。1973年のMorganとKeenanの研究ではスペクトル分類「F9V」のスペクトル標準星に選ばれている。F型主系列星の中では最も晩期型のサブタイプに分類されており、F型主系列星とG型主系列星の境界に近い物性を持つ。
黄道にかなり近い位置にあるため、月や時には惑星による掩蔽が観測される。次の惑星による掩蔽は、金星により2069年8月11日に起こる。
1922年9月21日の皆既日食の際、太陽近傍にあったこの恒星などを用いて、アルベルト・アインシュタインの一般相対性理論検証観測が
豪州で行われた。

### 系外惑星の探索
Nelson & Angel (1998)によると、おとめ座β星には2つか3つの木星型惑星か褐色矮星が存在する可能性があるという。彼らによると、惑星の質量の上限はそれぞれ1.9、5、23木星質量で、軌道周期は15、25、50年である。またCampbell et al. 1988によっても、おとめ座β星の周囲に惑星が存在することが予測された。しかし近年の研究によっても、惑星や矮星の存在は確認されていない。マクドナルド天文台のチームは、1つ以上の惑星が存在するとしたら、その質量は0.16から4.2木星質量、その平均軌道半径は0.05から5.2天文単位であると制限を設けた。

## 名称
固有名のザヴィヤヴァ (Zavijava) は、「al-ʿawwāʾ の一角」を意味する zāwiyat al-ʿawwāʾ というアラビア語に由来する。これは本来γ星の名前とされたものが誤ってβ星の名前に使われるようになったものである。β星、γ星、η星、δ星、ε星は、アラビアの月宿で第13番目 al-ʿawwāʾ とされているが、この al-ʿawwāʾ が何を指すのかは定かではない。一説には「吠える犬」を指すともされている。2016年8月21日、国際天文学連合の恒星の固有名に関するワーキンググループは、Zavijavaをおとめ座β星の固有名として正式に承認した。